# Symphlebia tolimensis
Symphlebia tolimensis là một loài bướm đêm thuộc phân họ Arctiinae, họ Erebidae.